# Рецепт кохання
«Рецепт кохання» (тур. Aşkın Tarifi) — турецький комедійно-драматичний серіал, створена компанією NTC Medya. Прем'єра відбулася 7 червня 2021 року. В Україні прем'єра відбулася 5 травня 2025 року на телеканалі Бігуді. Головні ролі виконали Кадір Догулу та Серра Артирюк.

## Сюжет
Життя головного кухаря затишного кебаб-ресторану Фірата (Кадір Догулу) кардинально змінюється після того, як він дослухається до порад харизматичного “Доктора Кохання” (Альпер Салдиран), ведучого популярного телешоу.
Доля приводить пристрасного кулінара до витонченого французького ресторану, де він заново відкриває для себе магію французької кухні. Там він зустрічає чарівну власницю закладу — прекрасну Наз Сойлер (Серра Аритюрк). Його кулінарна подорож стає справжнім мостом між Сходом і Заходом, гармонійно поєднуючи різні традиції. У своїй кулінарній книзі Фірат зібрав усі рецепти, окрім одного — найціннішого рецепта кохання.

## Актори та персонажі
| Актор              | Роль              |
| ------------------ | ----------------- |
| Кадір Догулу       | Фірат Карасу      |
| Серра Аритюрк      | Наз Сойлер Карасу |
| Альпер Салдиран    | Тайлан Гюнебакан  |
| Ясемін Баштан      | Султан Їлмаз      |
| Джем Давран        | Хазим Сойлер      |
| Юммю Путгюль       | Гюлєндам Карагюн  |
| Еліф Єлдан Їлмаз   | Фейза Сойлер      |
| Деніз Гюркан       | Севі Їлмаз        |
| Толгар Озалтиндере | Бора Гюнебакан    |
| Шевкет Чапкиноглу  | Сердал Оз         |

## Сезони

### Туреччина
| Сезон | Початок сезону | Фінал сезону   | Кількість серій | Епізоди | Канал ТВ | День і час трансляції |
| ----- | -------------- | -------------- | --------------- | ------- | -------- | --------------------- |
| 1     | 7 червня 2021  | 6 вересня 2021 | 13              | 1-13    | Kanal D  | Щопонеділка, 20.00    |

### Україна
| Сезон | Початок сезону | Фінал сезону  | Кількість серій | Епізоди | Канал ТВ | День і час трансляції       |
| ----- | -------------- | ------------- | --------------- | ------- | -------- | --------------------------- |
| 1     | 5 травня 2025  | 5 червня 2025 | 41              | 1-41    | Бігуді   | Понеділок - П'ятниця, 18.00 |

## Українське багатоголосе закадрове озвучення
Українською мовою серіал озвучено студією «1+1» у 2025 році.

## Рейтинги серій

### 1 сезон (2021)
| Серія      | Режисер     | Сценаристи                     | Дата входу     | Рейтинг (Total) | Місце (Total) | Рейтинг (AB) | Місце (AB) | Рейтинг (ABC1) | Місце (ABC1) |
| ---------- | ----------- | ------------------------------ | -------------- | --------------- | ------------- | ------------ | ---------- | -------------- | ------------ |
| 1          | Деніз Колош | Лейла Отер Дорук Еренгюль      | 7 червня 2021  | 2.76            | 9.            | 2.21         | 9.         | 2.96           | 10.          |
| 2          | Деніз Колош | Лейла Отер Дорук Еренгюль      | 14 червня 2021 | 3.73            | 6.            | 3.23         | 6.         | 3.57           | 7.           |
| 3          | Деніз Колош | Лейла Отер Дорук Еренгюль      | 21 червня 2021 | 4.49            | 5.            | 3.79         | 2.         | 4.47           | 3.           |
| 4          | Деніз Колош | Лейла Отер Дорук Еренгюль      | 28 червня 2021 | 3.40            | 4.            | 3.02         | 6.         | 3.15           | 6.           |
| 5          | Деніз Колош | Лейла Отер Дорук Еренгюль      | 5 липня 2021   | 2.58            | 4.            | 2.61         | 4.         | 2.78           | 4.           |
| 6          | Деніз Колош | Лейла Отер Дорук Еренгюль      | 12 липня 2021  | 1.85            | 7.            | 1.53         | 9.         | 2.19           | 4.           |
| 7          | Деніз Колош | Лейла Отер Дорук Еренгюль      | 26 липня 2021  | 2.11            | 5.            | 2.04         | 5.         | 2.41           | 4.           |
| 8          | Деніз Колош | Макбуле Косіф Окан Башар Бахар | 2 серпня 2021  | 1.84            | 7.            | 1.60         | 7.         | 1.94           | 6.           |
| 9          | Деніз Колош | Макбуле Косіф Окан Башар Бахар | 9 серпня 2021  | 2.26            | 4.            | 1.98         | 4.         | 2.18           | 5.           |
| 10         | Деніз Колош | Макбуле Косіф Окан Башар Бахар | 16 серпня 2021 | 1.96            | 7.            | 1.51         | 7.         | 1.78           | 7.           |
| 11         | Деніз Колош | Макбуле Косіф Окан Башар Бахар | 23 серпня 2021 | 1.87            | 7.            | 1.45         | 10.        | 1.60           | 9.           |
| 12         | Деніз Колош | Макбуле Косіф Окан Башар Бахар | 30 серпня 2021 | 2.00            | 10.           | 2.01         | 8.         | 1.81           | 10.          |
| 13 (фінал) | Деніз Колош | Макбуле Косіф Окан Башар Бахар | 6 вересня 2021 | 1.81            | 15.           | 1.94         | 9.         | 1.66           | 16.          |

## Нагороди
| Рік  | Премія                       | Категорія        | Номінант       | Результат |
| ---- | ---------------------------- | ---------------- | -------------- | --------- |
| 2021 | 47. Премія «Золотий метелик» | Найкращий серіал | Рецепт кохання | Номінація |
| 2021 | 47. Премія «Золотий метелик» | Найкращий актор  | Кадір Догулу   | Номінація |